# Коконниэми
Ко́конниэми (фин. Kokonniemi) — посёлок в составе Мийнальского сельского поселения Лахденпохского района Республики Карелия.

## Общие сведения
Расположен на берегу залива в северо-западной части Ладожского озера.

## Население
| 2002 | 2009 | 2010 | 2013 |
| ---- | ---- | ---- | ---- |
| 6    | ↘2   | ↗17  | ↘13  |

## Улицы
- ул. Озёрная